# Cormega
Cormega, pseudonimo di Corey McKay (Brooklyn, 27 aprile 1976), è un rapper statunitense.
Cormega è considerato essere tra i migliori MC di New York . Nei suoi testi, Cormega tende a trattare temi impegnati, volti a mettere in luce la difficile vita dei ghetti urbani . Cormega è anche noto per i suoi controversi rapporti con il rapper Nas, che li hanno visti dapprima amici e collaboratori, poi avversari in una lunga "faida", per finire con una improvvisa riconciliazione.

## Biografia
Cormega è cresciuto nel quartiere di edilizia popolare di Queensbridge, a New York (Long Island), conoscendo fin da ragazzo Nas, Havoc e Prodigy (i Mobb Deep), Nature e Capone-N-Noreaga. All'età di 4 anni assisté all'omicidio della madre, in seguito al quale andò a vivere con il padre.
Verso la fine degli anni ottanta, Cormega iniziò a farsi notare come rapper, collaborando anche con Blaq Poet.
Nel 1991 fu condannato per rapina a mano armata a una pena di 5 anni. Mentre scontava la pena, Nas gli dedicò una citazione nel pezzo "One love", contenuto nell'album di debutto Illmatic del 1994, aumentando così la fama di Cormega.
Nel 1995 uscì di prigione, dopo quasi 4 anni, e Nas gli propose di far parte del "supergruppo"  The Firm, insieme a Foxy Brown ed a AZ. Il gruppo fece il suo debutto con il brano Affirmative Action, contenuto nel secondo album da solista di Nas, It Was Written del 1996.
Cormega avrebbe dovuto partecipare anche all'album del gruppo The Firm, tuttavia, a causa di alcuni attriti con il manager del gruppo Steve Stout , egli lasciò i The Firm e venne sostituito da Nature. Questo portò Cormega alla rottura con Nas.
Nel frattempo, Cormega aveva firmato un contratto con la Def Jam, ma, a causa di divergenze di natura artistica con il manager della casa discografica, il suo primo album The Testament non fu mai pubblicato dalla Def Jam e uscì soltanto 9 anni dopo.
Cormega decise quindi di fondare una propria etichetta indipendente, la Legal Hustle, stipulando un contratto di distribuzione con la Landspeed Records. Finalmente, nel 2001 uscì il primo album di Cormega, The Realness, accolto molto favorevolmente dai critici . Molti dei pezzi dell'album trattano il tradimento, con dei velati riferimenti a Nas .
Sempre nel 2001 uscì Stillmatic di Nas, con cui il rapper tornava a tematiche più dure, ed in particolare nel brano Destroy & Rebuild vengono attaccati pesantemente alcuni rapper, tra cui Cormega. Cormega rispose alle provocazioni di Nas con alcuni mix .
Nel 2002 fu pubblicato The True Meaning, secondo album di Cormega, che ottenne un gran successo . Per le produzioni, Cormega si affidò a noti produttori come Large Professor e The Alchemist. Tra i brani emerge Love In Love Out, dedicata agli amici che diventano nemici e esplicitamente rivolta a Nas.
Nella primavera del 2004 esce Legal Hustle, album che contiene molte collaborazioni sia con artisti dell'etichetta omonima di proprietà di Cormega stesso, sia con nomi famosi della scena hip hop americana, come gli M.O.P., Kurupt, Ghostface Killah, Large Professor ed altri ancora.
Nel 2005, attraverso la propria etichetta, Cormega finalmente riuscì a pubblicare The Testament, che avrebbe dovuto essere il suo album di esordio.
Nel settembre del 2005, Cormega pubblicò sul suo sito un documento che annuncia la fine definitiva della "faida" tra lui e Nas, avanzando anche l'ipotesi di possibili future collaborazioni . Nel dicembre del 2006, al Nokia Theatre di Times Square a New York, Cormega appare al concerto di Nas esibendosi con lui in una performance.
Nell'agosto del 2006 uscì un album in collaborazione con il rapper Lakey The Kid dal titolo My Brother's Keeper.
Nel 2007 è uscito un DVD, accompagnato dalla relativa colonna sonora, intitolato "Who Am I?", che racconta la vita e la carriera di Cormega.
Cormega ritorna sulla scena nel 2009, con l'album Born and Raised, che tra gli altri vede la partecipazione di DJ Premier, Pete Rock e Havoc, e che ha riscosso i pareri positivi della critica .

## Discografia

### Album in studio
- 2001 – The Realness
- 2002 – The True Meaning
- 2005 – The Testament
- 2009 – Born and Raised
- 2014 – Mega Philosophy

### Raccolte
- 2004 – Legal Hustle
- 2011 – Raw Forever